# Chimarra marginata
Chimarra marginata là một loài Trichoptera trong họ Philopotamidae. Chúng phân bố ở miền Cổ bắc.